# Xysticus gallicus batumiensis
Xysticus gallicus là một phân loài nhện trong họ Thomisidae.
Loài này thuộc chi Xysticus. Xysticus gallicus batumiensis được miêu tả năm 1971 bởi Mcheidze & Utochkin.